# Tutaibo rusticellus
Tutaibo rusticellus là một loài nhện trong họ Linyphiidae.
Loài này thuộc chi Tutaibo. Tutaibo rusticellus được Eugen von Keyserling miêu tả năm 1891.